# Europeana
Europeana.eu este un portal internet care funcționează ca o interfață către milioane de cărți, picturi, filme, obiecte de muzeu și înregistrări din arhive care au fost digitizate în Europa.
Aproximativ 3000 de instituții din Europa au contribuit la proiectul Europeana. Printre acestea se află muzee de prestigiu cum ar fi Rijksmuseum, British Library și Muzeul Louvre, dar și arhive regionale și muzee locale din fiecare membru al Uniunii Europene. Împreună, colecțiile acestora permit utilizatorilor să exploreze patrimoniul cultural și științific din preistorie până în zilele noastre.

## Istoric
Totul a început de la o scrisoare trimisă de către Jacques Chirac, președintele Franței, alături de prim-miniștrii Germaniei, Spaniei, Italiei, Poloniei și Ungariei către președintele Comisiei Europene, José Manuel Durão Barroso, în Aprilie 2005. Acesta a recomandat crearea unei biblioteci europene, care să permită accesul la patrimoniul cultural al Europei pentru toată lumea. 
Proiectul prin care s-a început punerea bazelor programului s-a numit European Digital Library Network (EDLnet) și avea ca scop crearea unui prototip transnațional, transdisciplinar și aflat în slujba userilor. Acest proiect a fost finanțat de către Comisia Europeană sub igida programului eContentplus, unul dintre proiectele de finanțare a cercetării și dezvoltării din i2010.
Prototipul a fost lansat pe 20 noiembrie 2008. 
Lansarea versiunii beta a permis introducerea a aproximativ 4,5 milioane de obiecte digitalle, ceea ce a reprezentat dublul obiectivului inițial,  de la peste 1 000 organizații contributoare, inclusiv biblioteci naționale, galerii și colecții muzeale din diverse capitale ale Europei. Din cauza suprasolicitării serverelor, acestea nu au putut face față. Site-un a fost retras pentru o vreme, până când s-au putut face upgrade-urile tehnice necesare. A fost redeschis din nou în decembrie 2008. 
Succesorul EDLnet – Europeana, versiunea 1.0 – a fost demarat. Acest proiect de 30 de luni urma să dezvolte prototipul într-un serviciu operațional pe deplin. În 2010, proiectul și-a îndeplinit misiunea de a oferi acces la peste 10 milioane de obiecte digitale.  
La începutul lui 2011, noi caracteristici au fost incluse, precum un instrument de traducere și un instrument care să permită extinderea informației prin transferarea automată a căutărilor de cuvinte spre Wikipedia și alte servicii. 

## Funcționare
Europeana oferă acces la diferite tipuri de conținut din diverse instituții deținătoare de patrimoniu. Obiectele digitale pe care userii le pot găsi în Europeana nu sunt stocate pe un calculator central, ci rămân în cadrul instituțiilor culturale, pe propriile rețele. Europeana colectează informații contextuale sau metadata despre obiectele respective, inclusiv o imagine a acestora. Userii caută, de fapt, aceste metadata. Odată identificate, dacă aceștia doresc să le acceseze în întregime, pot da clic pe link-ul către site-ul deținător al obiectului respectiv.
Diferite tipuri de organizații culturale deținătoare de patrimoniu, precum bibliotecile, muzeele, arhivele sau colecțiile audio-vizuale, își cataloghează propriul conținut în diferite moduri și după standarde diferite. Totuși, pentru a face posibilă căutatea informației prin intermediul Europeana, trebuie adusă la standardul comun, cunoscut ca Europeana Semantic Elements. În 2010 a fost introdus Modelul de Date folosit de Europeana  (Europeana Data Model), un standard de metadate mai bogat.
Deși Europeana acceptă metadate despre obiectele digitale, nu are putere de decizie asupra modului în care se face digitizarea, acesta rămânând la dispoziția insituțiilor deținătoare a obiectelor respective. 

## Strategie
În planul său strategic , publicat în ianuarie 2011 sunt specificate 4 obiective strategice, care ulterior se vor dezvolta: 
1. Agregare – construirea unei surse deschise de încredere pentru conținutul cultural și științific european;
2. Facilitare – să sprijine sectorul patrimoniului cultural și științific prin permiterea transferului de cunoștințe, inovație și promovare;
3. Distribuire – facilitatea accesului utilizatorilor la patrimoniu oriunde și oricând doresc;
4. Angajament – identificarea unor noi metode care să le permită userilor să participe la dezvoltarea patrimoniului cultural și științific din care provin.

Strategia curentă este pe perioada 2015-2020.